# Pàgina d'inici
|  | No s'ha de confondre amb Pantalla d'inici. |

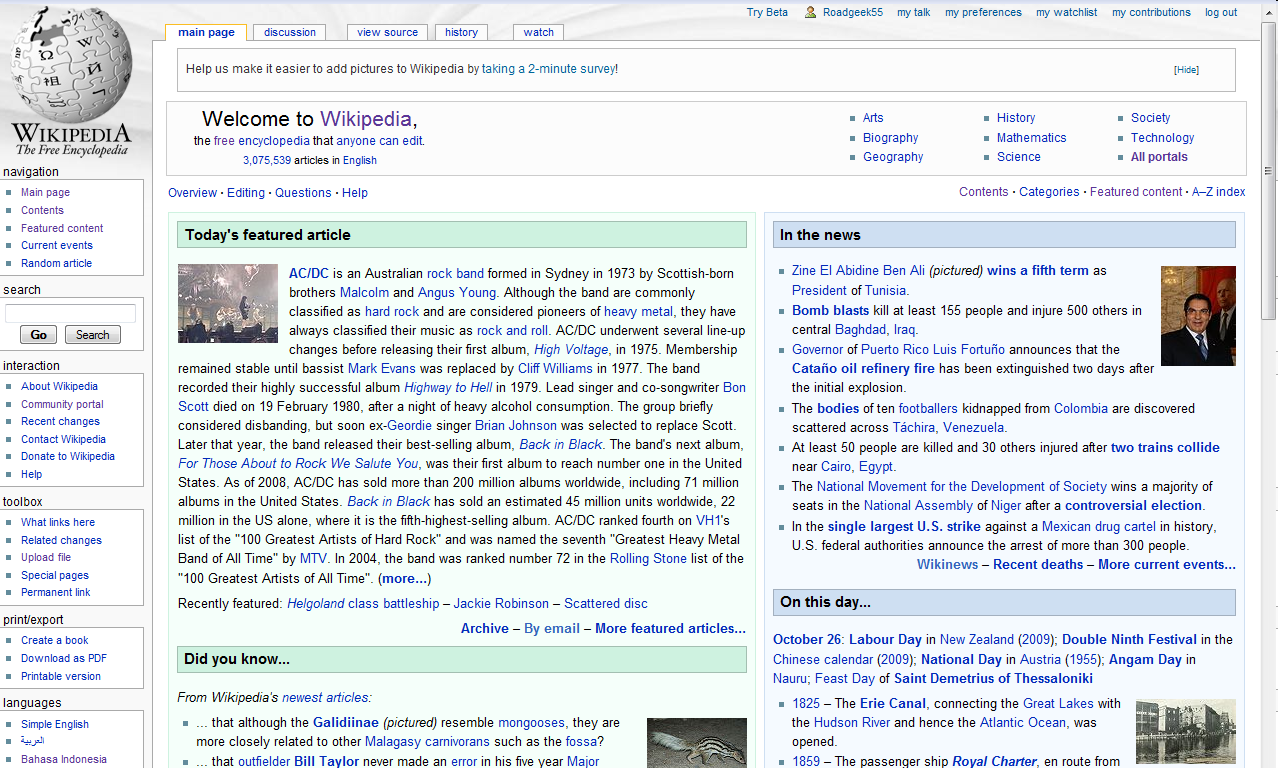
Pàgina d'inici de la viquipèdia en anglès

La pàgina d'inici, pàgina principal o homepage (en anglès) és l'URL, adreça d'internet, lloc web o arxiu local que qualsevol navegador obre quan és iniciat. També es pot accedir a la pàgina d'inici predeterminada clicant el símbol de pàgina d'inici o pàgina principal, normalment representat al navegador com una casa⌂, ja que home, en anglès, significa casa pròpia, i inicialment la paraula per definir pàgina d'inici era homepage. Aquesta pàgina d'inici es pot canviar en tots els navegadors. Per exemple, a l'Internet Explorer s'ha d'anar a Eines-Opcions d'Internet-General-Pàgina d'Inici, i per a canviar-la en el Mozilla Firefox s'ha d'anar a Eines-Opcions-General-Pàgina d'Inici.
El terme pàgina d'inici, o pàgina principal, també és utilitzat per anomenar la pàgina que s'obre de forma predeterminada quan accedim a un lloc web. Aquesta pàgina és anomenada index, i l'arxiu que la conté ha de dir-se, en la gran majoria de servidors, index.htm, o index.html, perquè pugui ser reconeguda com a pàgina d'inici.